# المجلس الاجتماعي والاقتصادي

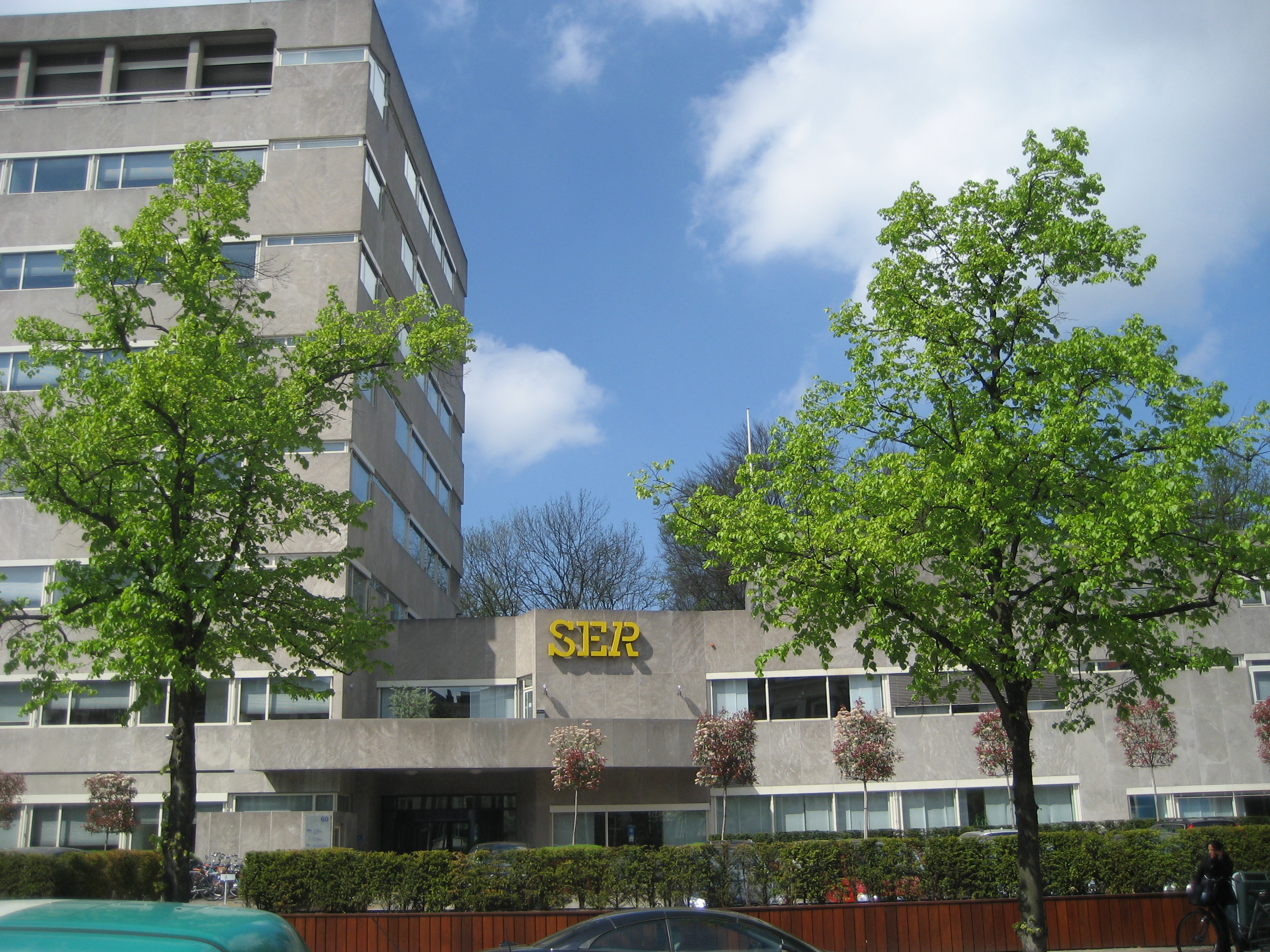
المجلس الاجتماعي والاقتصادي (لاهاي)

المجلس الاجتماعي والاقتصادي USER (بالهولندية: Sociaal-Economische Raad) هو المجلس الاستشاري الاقتصادي الرئيسي لحكومة هولندا. رسميا يرأس نظام الهيئات التنظيمية القطاعية. ويمثل الشركاء الاجتماعيين واتحاد نقابات العمال ومنظمة أصحاب العمل. فهو يشكل التنظيم الجوهري للنقابوية واقتصاد السوق الاجتماعي الهولندي المعروف باسم نموذج أرض مستصلحة من البحر والمنصة الرئيسية للحوار الاجتماعي.

## التاريخ
تأسست SER في عام 1950. وقد تأسست بعد نقاش طويل حول النظام الاقتصادي من هولندا. الطرفان الرئيسية الحاكمة في ذلك الوقت، والكاثوليكية KVP والديمقراطية الاجتماعية الآراء حزب العمل الهولندي قد اختلفت حول هذا الموضوع. كل من أراد أن يمنع تكرار الكساد الكبير. يفضل الاشتراكيين الديموقراطيين لمنح الحكومة دورا تنظيميا هاما في الاقتصاد، في حين يفضل الكاثوليك إلى الاعتماد على طريقة عمل اقتصاد السوق ذاتي التنظيم. تم العثور على حل وسط في نموذج المصالح الخاصة، والتي على حد سواء النقابات العمالية في هولندا وأن منظمات أصحاب العمل تشكل الهيئات التنظيمية القطاعية. ترأس SER هذه البنية، وشغل منصب شريك مهم للحكومة وطنية. كان SER مهم جدا في إعادة إعمار هولندا بعد الحرب العالمية الثانية.
في 1950s و 60s كان SER ناجحة بشكل خاص في ضمان النمو الاقتصادي من خلال التعاون الوثيق بين الحكومة والنقابات ومنظمات أرباب العمل. في 1970s بسبب ارتفاع السياسية الاستقطاب وحظر النفط 1973 كان SER قادر على حل المشاكل الاقتصادية. في 1980s عاد SER إلى مركز صنع السياسات الاقتصادية، كما كان منبر للحوار بين الحكومة وشركاء الاجتماعي لها. في 1990s بدأ دور SER للتغيير. بدأ دور الهيئات التنظيمية القطاعية في الانخفاض وSER أكثر وأكثر استغرق دور مجلس استشاري للحكومة، وفي عام 1997 مجلس الشيوخ (هولندا) ومجلس النواب (هولندا) منحت الحق في تقديم لجان التحقيق إلى SER.

## الرؤساء
- 1950-1958: Frans de Vries
- 1958-1964: Gerard Marius Verrijn Stuart
- 1964-1985: Jan Willem de Pous
- 1985-1996: Theo Quené
- 1996-1998: كلاس دي فريس
- 1999-2006: Herman Wijffels
- 2006-31 August 2012: Alexander Rinnooy Kan
- 1 September 2012-1 July 2014: Wiebe Draijer
- 10 September 2014-.. Mariëtte Hamer